# Leonard Schenck

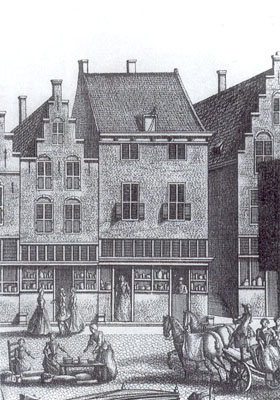
Veduta del Groote Markt di Delft

Leonard Schenk, o Leonard Schenck o Leendert Schenk o Leon Schenk (Amsterdam, 26 febbraio 1696 (battezzato) – Amsterdam, 11 giugno 1767), è stato un incisore, disegnatore, editore e libraio olandese.

## Biografia
Figlio e allievo di Peter Schenk, operò ad Amsterdam dal 1710 al 1746.
Si specializzò nella realizzazione di architetture e topografie, ma eseguì anche ritratti, come Il ritratto di John Law (1720) e Luigi XV da giovane (1715).